# فرناکه
فرناکه (به عربی: فرناكة) یک شهرداری در الجزایر است که در ناحیه عین النویصی واقع شده‌است. فرناکه ۱۷٬۶۴۷ نفر جمعیت دارد.